# Clotilde Micheli
Clotilde Micheli, in religione Maria Serafina del Sacro Cuore (Imer, 11 settembre 1849 – Faicchio, 24 marzo 1911), è stata una religiosa italiana, fondatrice delle Suore degli Angeli; è stata proclamata beata nel 2011.

## Biografia

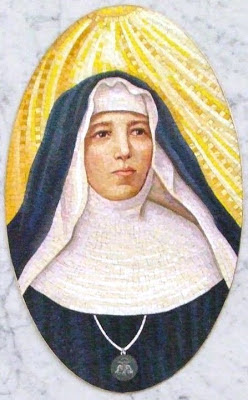
Effigie sulla tomba della beata

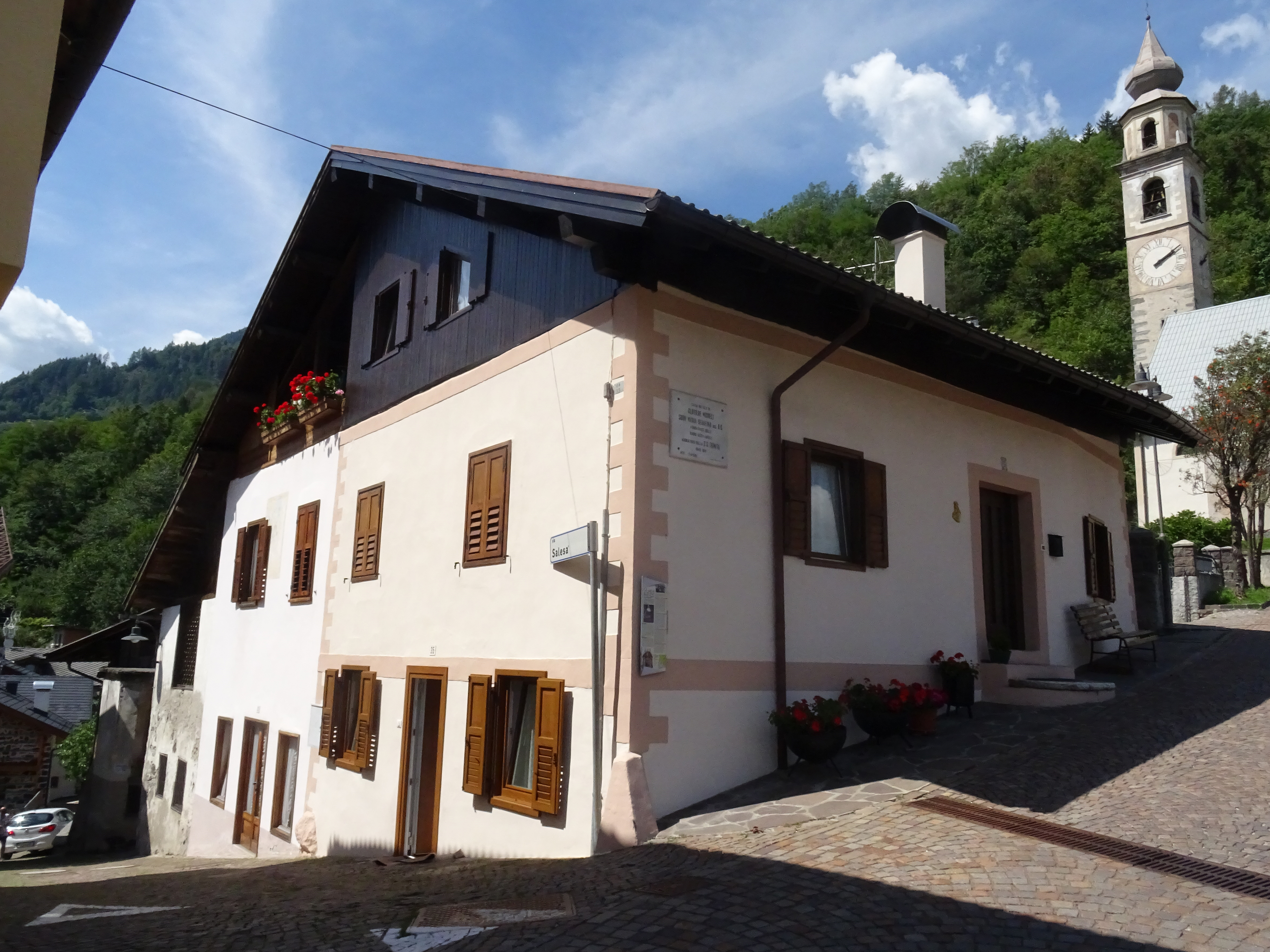
La casa natale a Imer

Dotata di doni mistici fin dalla giovinezza, si sentì chiamata a fondare una congregazione specialmente dedicata all'adorazione della Trinità. Dopo aver vissuto alcuni anni in Germania lavorando come infermiera, nel 1887 intraprese un pellegrinaggio ai principali santuari mariani e a Roma.
A Roma entrò tra le suore Immacolatine e nel 1891 si trasferì nella zona di Caserta e, assieme ad alcune giovani di Casolla (frazione di Caserta), diede inizio alla congregazione delle Suore degli Angeli.
Morì nel 1911 a Faicchio, dove era stata trasferita la casa madre dell'istituto.

## La beatificazione
Papa Benedetto XVI l'ha riconosciuta venerabile il 3 luglio 2009 e il 1º luglio 2010 ha decretato l'autenticità di un miracolo attribuito alla sua intercessione, consentendone la beatificazione.
Il rito di beatificazione, presieduto dal cardinale Angelo Amato, è stato celebrato il 28 maggio 2011 nel campo sportivo di Faicchio. Le reliquie di madre Maria Serafina del Sacro Cuore sono custodite nella chiesa di Maria santissima del Carmelo o chiesa delle Suore degli Angeli in Faicchio.

### Il miracolo per la beatificazione
Ai fini della beatificazione la Chiesa cattolica ha considerato miracolosa la guarigione di suor Michelina Acocella, delle Suore degli Angeli, avvenuta nel 1999. Nel 1980 la religiosa era stata sottoposta a un intervento chirurgico di gastro-resezione con gastro-digiuno-stomia. Nel periodo post-operatorio era subentrato uno stato di prostrazione che non le consentiva di svolgere le normali attività quotidiane. Dopo esami e visite mediche ripetute le era stato infine diagnosticata la sindrome da dumping in gastro-resecata. Le sue condizioni erano peggiorate al punto che i medici avevano deciso di sottoporla a un nuovo intervento chirurgico.
La sera del 17 novembre 1999 la religiosa decise di invocare l'intercessione di suor Maria Serafina del Sacro Cuore per ottenere la guarigione. Il giorno seguente, al risveglio, avvertì uno stato di benessere e riprese subito la normale alimentazione e le attività quotidiane, e in breve tempo anche l'insegnamento. La concomitanza tra l'invocazione alla Venerabile e la guarigione della suora inferma fu giudicata scientificamente inspiegabile. Il Dicastero delle cause dei santi dichiarò l'accaduto un miracolo ottenuto per intercessione di suor Maria Serafina, rendendo possibile la beatificazione.

### La visione di Lutero all'inferno
Nel 1883 Suor Maria Serafina Micheli si trovava a passare per Eisleben, nella Sassonia, città natale di Martin Lutero. Si festeggiava, in quel giorno, il quarto centenario della nascita del monaco tedesco (10 novembre 1483). Ella, dopo aver camminato per le strade della città in festa in cerca di una chiesa ove pregare, riesce a trovarne una, ma le porte erano chiuse. Così decide di inginocchiarsi sui gradini d'accesso per recitare le sue orazioni. Ma essendo sera, non si era accorta che non era una chiesa cattolica, bensì protestante. Mentre pregava le comparve l'Angelo custode che le disse: “ Alzati, perché questo è un tempio protestante”. Poi le soggiunse: “Ma io voglio farti vedere il luogo dove Martin Lutero è condannato e la pena che subisce in castigo del suo orgoglio”. Dopo queste parole vide un’orribile voragine di fuoco (Inferno), in cui venivano crudelmente tormentate un incalcolabile numero di anime. Nel fondo di questa voragine v’era un uomo, Martin Lutero, che si distingueva dagli altri: era circondato da demòni lo costringevano a stare in ginocchio e tutti, muniti di martelli, si sforzavano, ma invano, di conficcargli nella testa un grosso chiodo.